# マルセロ・ガッシア
マルセロ・ガルシア（Marcelo Garcia、1982年1月17日 - ）は、ブラジルの男性柔術家。ミナスジェライス州出身。アメリカ合衆国ニューヨーク州ニューヨーク在住。アメリカン・トップチーム所属。ブラジリアン柔術三段。マルセロ・ガルシアとも表記される。
ブラジリアン柔術界を代表する選手の1人。アブダビコンバット77kg未満級を3連覇した世界最高のグラップラーのひとり。非常にアグレッシブなファイトスタイルで、アームドラッグから、バックを奪うそのスピードの速さから「神童」と呼ばれる。

## 来歴
13歳でブラジリアン柔術を始め、19歳でアリアンシ柔術に入門。
2003年5月、アブダビコンバット77kg未満級に補欠としてエントリーしながらも、1回戦では國奥麒樹真にバックからのチョークスリーパーで一本勝ち、2回戦ではヘンゾ・グレイシーに判定勝ち、準決勝ではビトー・"シャオリン"・ヒベイロを開始早々バックからのチョークスリーパーで失神させ一本勝ち。決勝ではオットー・オルセンにバックからのチョークスリーパーで一本勝ち、優勝を果たした。無差別級では2回戦でマーシオ・"ペジパーノ"・クルーズに判定負け。
2004年5月15日には来日し、JAPAN OPEN JIU-JITSU CHAMPIONSHIP 2004のスーパーファイトで、かつての兄弟子であったフェルナンド・テレレと対戦し、ポイント負け。
2004年7月、世界柔術選手権アダルト黒帯メジオ級優勝。マスター柔術との分裂の際にもアリアンシに残り、アカデミーのスター選手となった。
2005年5月、アブダビコンバット77kg未満級に出場。2回戦で青木真也から一本勝ちを奪うなどして優勝し、前回大会に続き2連覇。無差別級でも1回戦でリコ・ロドリゲスからヒールホールドで一本勝ち、2回戦でもディエゴ・サンチェスを破り、準決勝では88kg未満級優勝のホナウド・ジャカレイに一本負けを喫するものの、3位決定戦でシャンジ・ヒベイロをチョークスリーパーで破り無差別級3位となった。
2005年10月19日、カリフォルニア州で行われたヒクソン・グレイシー主催のブドーチャレンジ77kg未満級トーナメントに参戦。1回戦でキャメロン・アールに判定負け。
2006年5月26日、グラップリング大会LA SUB Xでキャメロン・アールと再戦し、アナコンダチョークで一本勝ち。
2006年11月17日、プログラップリング大会のX-MISSIONにおいてジェイク・シールズと対戦し、1R3分40秒、ギロチンチョークで一本勝ち。
2007年5月、アブダビコンバット77kg未満級に3連覇をかけて出場。1回戦でジョージ・ソテロポロス、準々決勝でカート・ペレグリーノ、準決勝でマイク・フォウラー、決勝でパブロ・ポポビッチにそれぞれ一本勝ちし、3連覇を達成した。無差別級では、1回戦でマリオ・ミランダにチョーク、準々決勝でホーレス・グレイシーにポイント判定、準決勝でアレッシャンドリ・カカレコにチョークで勝利を収めるも、決勝でロバート・ドリスデールにチョークスリーパーを極められタップアウト。準優勝に終わった。
2007年6月1日にロサンゼルスで行われた「Dynamite!! USA」の前日会見において、HERO'S参戦が発表された。
2007年10月28日、総合格闘技デビューとなったHERO'S KOREA 2007でキム・デウォンと対戦。1R開始早々タックルでテイクダウンを奪うとそのままグラウンドでデウォンをコントロールするものの極めきれず1Rが終了、2R開始早々のデウォンの右フックを受け、後ろに下がったところに右膝蹴りを受け流血。ドクターストップによりTKO負け。
2008年1月、アメリカン・トップチームに移籍。
2009年6月、ムンジアルに出場。メジオ級で優勝を果たした。
2009年9月、アブダビコンバット2009・77kg未満級に出場。1回戦・2回戦を勝ち抜き、準決勝で中村K太郎にチョークで一本勝ち、決勝ではパブロ・ポポビッチにポイント負けとなり、準優勝となった。無差別級にも出場したが、2回戦でブラウリオ・エスティマにチョークで一本負け。

## 戦績

### 総合格闘技
| 総合格闘技 戦績 | 総合格闘技 戦績 | 総合格闘技 戦績 | 総合格闘技 戦績 | 総合格闘技 戦績 | 総合格闘技 戦績 | 総合格闘技 戦績 |
| --------------- | --------------- | --------------- | --------------- | --------------- | --------------- | --------------- |
| 1 試合          | (T)KO           | 一本            | 判定            | その他          | 引き分け        | 無効試合        |
| 0 勝            | 0               | 0               | 0               | 0               | 0               | 0               |
| 1 敗            | 1               | 0               | 0               | 0               | 0               | 0               |

| 勝敗 | 対戦相手       | 試合結果                                    | 大会名            | 開催年月日     |
| ×    | キム・デウォン | 2R 0:20 TKO（ドクターストップ：額のカット） | HERO'S KOREA 2007 | 2007年10月28日 |

### グラップリング
| 勝敗 | 対戦相手                         | 試合結果                   | 大会名                                | 開催年月日     |
| ×    | ブラウリオ・エスティマ           | チョークスリーパー         | ADCC 2009 【無差別級 2回戦】          | 2009年9月27日  |
| ○    | ブルーノ・バストス               | チョークスリーパー         | ADCC 2009 【無差別級 1回戦】          | 2009年9月27日  |
| ×    | パブロ・ポポビッチ               | ポイント2-3                | ADCC 2009 【77kg未満級 決勝】         | 2009年9月27日  |
| ○    | 中村K太郎                        | チョークスリーパー         | ADCC 2009 【77kg未満級 準決勝】       | 2009年9月27日  |
| ○    | クロン・グレイシー               | 延長 フロントチョーク      | ADCC 2009 【77kg未満級 2回戦】        | 2009年9月26日  |
| ○    | ロドニー・エリス                 | チョークスリーパー         | ADCC 2009 【77kg未満級 1回戦】        | 2009年9月26日  |
| ×    | ロバート・ドリスデール           | チョークスリーパー         | ADCC 2007 【無差別級 決勝】           | 2007年5月6日   |
| ○    | アレッシャンドリ・カカレコ       | チョークスリーパー         | ADCC 2007 【無差別級 準決勝】         | 2007年5月6日   |
| ○    | ホーレス・グレイシー             | ポイント判定               | ADCC 2007 【無差別級 2回戦】          | 2007年5月6日   |
| ○    | マリオ・ミランダ                 | チョークスリーパー         | ADCC 2007 【無差別級 1回戦】          | 2007年5月6日   |
| ○    | パブロ・ポポビッチ               | スピニングチョーク         | ADCC 2007 【77kg未満級 決勝】         | 2007年5月6日   |
| ○    | マイク・フォウラー               | 一本                       | ADCC 2007 【77kg未満級 準決勝】       | 2007年5月6日   |
| ○    | カート・ペレグリーノ             | チョークスリーパー         | ADCC 2007 【77kg未満級 2回戦】        | 2007年5月5日   |
| ○    | ジョージ・ソテロポロス           | スピニングチョーク         | ADCC 2007 【77kg未満級 1回戦】        | 2007年5月5日   |
| ○    | ジェイク・シールズ               | 1R 3:40 フロントチョーク   | X-MISSION                             | 2006年11月17日 |
| △    | キャメロン・アール               | 2R スピニングチョーク      | LA SUB X                              | 2006年5月26日  |
| ×    | キャメロン・アール               | 判定                       | ブドーチャレンジ 【77kg未満級 1回戦】 | 2005年10月19日 |
| ○    | シャンジ・ヒベイロ               | チョークスリーパー         | ADCC 2005 【無差別級 3位決定戦】      | 2005年5月29日  |
| ×    | ホナウド・ジャカレイ             | チキンウィングアームロック | ADCC 2005 【無差別級 準決勝】         | 2005年5月29日  |
| ○    | ディエゴ・サンチェス             | 腕ひしぎ十字固め           | ADCC 2005 【無差別級 2回戦】          | 2005年5月29日  |
| ○    | リコ・ロドリゲス                 | ヒールホールド             | ADCC 2005 【無差別級 1回戦】          | 2005年5月29日  |
| ○    | パブロ・ポポビッチ               | チキンウィングアームロック | ADCC 2005 【77kg未満級 決勝】         | 2005年5月29日  |
| ○    | レオナルド・サントス             | ポイント判定               | ADCC 2005 【77kg未満級 準決勝】       | 2005年5月28日  |
| ○    | 青木真也                         | チョークスリーパー         | ADCC 2005 【77kg未満級 2回戦】        | 2005年5月28日  |
| ○    | クリス・ブレナン                 | 負傷判定                   | ADCC 2005 【77kg未満級 1回戦】        | 2005年5月28日  |
| ×    | マーシオ・"ペジパーノ"・クルーズ | 判定                       | ADCC 2003 【無差別級 2回戦】          | 2003年5月18日  |
| ○    | マイク・ヴァン・アースデイル     | チョークスリーパー         | ADCC 2003 【無差別級 1回戦】          | 2003年5月18日  |
| ○    | オットー・オルセン               | チョークスリーパー         | ADCC 2003 【77kg未満級 決勝】         | 2003年5月18日  |
| ○    | ビトー・"シャオリン"・ヒベイロ   | チョークスリーパー         | ADCC 2003 【77kg未満級 準決勝】       | 2003年5月17日  |
| ○    | ヘンゾ・グレイシー               | ポイント判定12-0           | ADCC 2003 【77kg未満級 2回戦】        | 2003年5月17日  |
| ○    | 國奥麒樹真                       | チョークスリーパー         | ADCC 2003 【77kg未満級 1回戦】        | 2003年5月17日  |

## 獲得タイトル
- 第5回 アブダビコンバット 77kg未満級 優勝（2003年）
- 第6回 アブダビコンバット 77kg未満級 優勝（2連覇）、無差別級 3位（2005年）
- 第7回 アブダビコンバット 77kg未満級 優勝（3連覇）、無差別級 準優勝（2007年）
- 第8回 アブダビコンバット 77kg未満級 準優勝（2009年）
- 第9回 アブダビコンバット 77kg未満級 優勝（2011年）
- 世界柔術選手権 アダルト茶帯メジオ級 優勝（2002年）
- 世界柔術選手権 アダルト黒帯メジオ級 準優勝（2003年）
- 世界柔術選手権 アダルト黒帯メジオ級 優勝（2004年）
- 世界柔術選手権 アダルト黒帯メジオ級 優勝（2009年）
- 第3回 カンポス・サブミッションレスリング 87kg以下級＆無差別級 優勝（2004年）